# Relations entre la Roumanie et l'Uruguay
Les relations Roumanie-Uruguay sont des relations étrangères entre la Roumanie et l'Uruguay. Les deux pays ont établi des relations diplomatiques en 1935. La Roumanie a une ambassade à Montevideo. L'Uruguay a une ambassade à Bucarest, qui a été rouverte en 2008.
Les deux pays sont membres à part entière des Nations unies.
Plusieurs traités ont été signés entre les deux pays : coopération (1993),  culture et science (2004) et taxation (2012).
Le commerce entre les deux pays est faible mais stable.